# کوکا بلوس
کوکا بلوس (رومانیایی: Coca Bloos؛ زادهٔ ۱ اکتبر ۱۹۴۶) بازیگر اهل رومانی است.
از فیلم‌ها یا برنامه‌های تلویزیونی که وی در آن نقش داشته‌است، می‌توان به غرب، مرد سایه‌ای، آزمون و پسر عاشق اشاره کرد.